# 哈利法克斯 (英國國會選區)
哈利法克斯（英語：Halifax），英國國會一自治市選區，包括英格蘭約克郡-亨伯西約克郡西部的哈利法克斯和索爾比橋。
始於1832年。1918年前應選兩席。1987年後是工黨的根據地。2010年大選中具工黨和合作黨雙重黨籍的琳達·里奧丹以37.4%選票勝出該區連任成功。